# Bugaba
Bugaba es un corregimiento del distrito de Bugaba en la provincia de Chiriquí, Panamá. Cuenta con una población de 3.718 habitantes (2010).

## Fuente
- World Gazeteer: Panama – World-Gazetteer.com

- Datos: Q8253487